# Umberto Fusco
Umberto Fusco (Roccagorga, 29 febbraio 1956) è un politico italiano.

## Biografia
Nato a Roccagorga (Latina), ma vive a Viterbo; è stato Ufficiale dell'Esercito Italiano.
Nel 2008 aderisce alla Lega Nord; dal 2008 al 2013 è stato Consigliere comunale a Viterbo, eletto con una lista civica di centro-destra a sostegno del Sindaco Giulio Marini.
Alle elezioni del 2013 è candidato alla Camera come capolista della Lega Nord nella circoscrizione Lazio 2, ma non viene eletto.
Alle elezioni politiche del 2018 viene eletto al Senato della Repubblica nel collegio uninominale di Guidonia Montecelio, sostenuto dal centro-destra (in quota Lega). Il 17 luglio 2018 entra a far parte della Commissione di Vigilanza Rai.
Nel 2021 è eletto consigliere comunale di Vitorchiano. Nell'autunno 2022 termina il proprio mandato parlamentare.
Nel 2023 abbandona la Lega e si unisce a Forza Italia. L'anno seguente torna alla Lega appoggiando Roberto Vannacci alle elezioni europee; successivamente organizza la convention dell'associazione da lui fondata "Noi con Vannacci" a Viterbo.